# عبادة الحمامي
عبادة الحمامي (ولد 1990م) مخرج أفلام وثائقية وبرامج تلفازية سوري، خريج أكاديمية الجزيرة للإعلام في صناعة الأفلام الوثائقية، وهو الشَّريك المؤسِّس لإستوديوهات أَوْج (أَوْج إستوديو)، لإنتاج المحتوى المُستدام.

## سيرته
ولد عبادة الحمامي في دمشق عام 1990، تخرَّج في أكاديمية الجزيرة للإعلام في تخصُّص صناعة الأفلام الوثائقية، وأكاديمية لايت آرت لصناعة الأفلام السنمائية، ويعمل مخرج أفلام وثائقية وبرامج تلفازية. مقيم في مدينة الرياض بالمملكة العربية السعودية، مهتم بالبحث وتوثيق الموسيقا الشرقية والمقامات الموسيقية وتاريخها.  
نفذ أعمالًا لعدد من المحطَّات التلفازية العربية، وكان بدأ حياته العملية فنيَّ مونتاج، وتدرَّج في التطوُّر الفني والعملي إلى أن أصبح مخرجًا له بصمتُه الإبداعية الخاصَّة.

## حياته المهنية
في عام 2011 انضمَّ عبادة إلى مجموعة MBC للعمل في قناة MBC1، وعمل على إنتاج وتطوير وإخراج عدد كبير من البرامج التلفازية والأفلام الوثائقية والفقرات التلفازية مثل: (فقرات MBC في أسبوع، سواليف، قوى ناعمة، تحقيقات صحفية، برنامج من الصِّفر، فقرات صباح الخير يا عرب، برنامج جددها، برنامج بالمختصر، برنامج الثامنة، برنامج بدرية، برنامج ترند، السعودية هذا المساء).
انتقل عام 2019 إلى شركة كاربون للإنتاج الفني المرئي والمسموع، وعمل فيها على إنتاج وإخراج العديد من الإعلانات الترويجية، والأفلام الوثائقية، وأفلام الشركات.
وفي عام 2022م أسهم في تأسيس (مَبَثِّ) إستوديوهات أَوْج (أَوْج إستوديو) AWJ Studios، التي تُعنى بإنتاج المحتوى المُستدام، والبرامج الأصلية (دون راعٍ أو وسيط). ونظَّم عددًا من الدورات التطويرية في صناعة الأفلام ومهارات المونتاج ودرََّب العديد من الفنيين.
بعد عمله على إنتاج سلسلة "قصة تحوُّل" التي تروي قصصًا لتجلِّيات نجاح رؤية المملكة 2030 في عام 2023، أخرج فِلم "الفصل 295" ليكون نُقلةً نوعيةً في عالم الأفلام الوثائقية ذات الطابع الأخباري السنمائي، وقد عُرضَ على خمس قنوات عربية في وقت واحد، وهي: MBC1، روتانا خليجية، القناة الأولى، القناة الأخبارية، مِنصَّة شاهد، مِنصَّة جوِّي tv. ويعمل حاليًّا في إخراج البرنامج الوثائقي "تلك شهادتي" للقناة الثقافية.
ووقَّع عبادة الحمَّامي حديثًا ممثِّلًا لـ (أَوْج إستوديو) اتفاقيةَ شراكة مع عبد الإله الأنصاري الرئيس التنفيذي لـ (تحدَّث العربية)؛ لإنتاج سلسلة أفلام وثائقية عن "الخيل والعتاد"؛ لإبراز هُويَّة الخيل العربية وأصالتها بطابع ملحَمي سنِمائي، تحت شعار "في الخيل والعتادْ قصص ومآثر تلادْ".

## أعمال من إخراجه
1. فِلم شيخ مؤذني الحرم.[4]
2. فِلم الأسطورة البدوية (طمية).
3. فِلم الحلم.
4. فِلم نقطة تحوُّل.
5. فِلم سنة على الغياب.
6. فِلم للتراب ثمن.

وممَّا أنتجه لشركة كاربون للإنتاج الفني المرئي والمسموع:
1. أفلام مهرجان حكايا مسك السنمائي.
2. إنتاج وإخراج البرنامج الوثائقي الشهير "السطر الأوسط" بمواسمه الثلاثة.
3. إنتاج وإخراج أربعة مواسم من برنامج "مالك بالطويلة".[5][6][7][8]
4. برنامج من ديرة لديرة.
5. برنامج كِرام.
6. برنامج كروموسوم sbc.[9]
7. فِلم ضربة حظ.
8. فِلم على حدٍّ سواء.[10]

ومما أنتجه لـ (أَوْج إستوديو):
- فِلم الفصل ٢٩٥.
- مالك بالطويلة، الموسم الخامس.
- سلسلة أكلنا يوم بدينا.
- السطر الأوسط، الموسم الرابع.
- سلسلة قصة تحوُّل.
- سلسلة تلك شهادتي الوثائقية.

## وصلات خارجية
- كواليس وفصول رواية الأفلام الوثائقية مع أ. عبادة الحمامي مخرج الأفلام الوثائقية، ufmradio إذاعة يو إف إم، برنامج: رواية
- تلك شهادتي | الحلقة الأولى: يوسف ياسين
- تلك شهادتي | الحلقة الثانية: حمد الجاسر
- تلك شهادتي | الحلقة الثالثة: محمد الرشيد
- تلك شهادتي | الحلقة الرابعة: غازي القصيبي